# Barbus neglectus
Barbus neglectus är en fiskart som beskrevs av Boulenger, 1903. Barbus neglectus ingår i släktet Barbus och familjen karpfiskar. IUCN kategoriserar arten globalt som livskraftig. Inga underarter finns listade.